# Зубрицький Михайло Іванович
о. Михайло Зубрицький гербу Помян (22 жовтня 1856, Кіндратів, Королівство Галичини та Володимирії (нині Львівська область, Україна), Австро-Угорщина — 8 квітня 1919, Береги Долішні, Західноукраїнська Народна Республіка (нині Польща) — греко-католицький священник, український етнограф, фольклорист, історик, громадський діяч (в тому числі місцевого самоврядування Західноукраїнської Народної Республіки), публіцист, дійсний член НТШ (з 29.07.1904, єдиний сільський священник, що мав такий ступінь).
Його можна вважати засновником таких течій історичної науки, які сформувалися у ХХ ст., як усна історія і (частково) мікроісторія. Перший у світі науковець, який вибрав предметом наукового дослідження життя та побут селян (завдяки його працям Мшанець, де він служив 31 рік, є найдослідженішим селом в історико-етнографічному вимірі в усій Центрально-Східній Європі).
Наукові праці Зубрицького радо використовували професор Михайло Грушевський, доктор Іван Франко, Володимир Гнатюк, Філарет Колесса, а в наш час — Зоряна Болтарович, В. Зінич, Микола Кравець, О. Куницький, Катерина Матейко, Степан Мишанич, Степан Павлюк, А. Поріцький, Феодосій Стеблій, Михайло Шалата [Архівовано 26 жовтня 2020 у Wayback Machine.], Роман Кирчів та інші.

## Життєпис

### Походження
Народився 22 жовтня 1856 року в селі Кіндратові тодішнього Турківського повіту (тепер Самбірського району) на Львівщині. Його батько Іван Зубрицький (20.01.1805 - 08.03.1883 рр.), був дрібним шляхтичем гербу Помян (у статті Петра Зубрицького зазначено «de Pomian»), матір Анастазія Нанівська (10.11.1811 - 01.04.1887 рр.) також походила з дрібного шляхетського роду (гербу Сас). Батьки займалися сільським господарством. Одружилися вони 1831 р.

### Раннє дитинство
Михайло був десятою і наймолодшою дитиною в сім’ї. Батько його був неписьменний, але дуже хотів дати синові освіту. Для цього разом з односельцем, що мав таку ж дитину, протягом двох зим запрошував до себе вже старшого віком бідного сироту Степана Ільницького із села Ільника, який повинен був навчати хлопців читати й писати. Але той мав дуже слабкий зір, і його учні ледве за той час навчилися розпізнавати букви.

### Навчання

#### Сільські вчителі та школи
Від осені 1866 р. Михайло вчився в Турці, проживаючи у своячки Яворської, але недовго. Трапилася пожежа. Усе майно Яворських разом з будинками згоріло, і хлопцеві довелося вертати додому та пасти худобу.
Далі два роки провчився в Розборі. Його вчителем був Іван Якимів, родом з Яворова.

#### Дрогобицька гімназія
Восени 1868 p. починає вчитись у третьому класі початкової школи м. Дрогобич. З 1870 р. Михайло Зубрицький — учень Дрогобицької гімназії. У Дрогобичі познайомився зі своїм ровесником Іваном Франком. Це поклало початок їхній дружбі, що тривала протягом усього дальшого життя.
Зберігся лист Івана Франка до Щасного Сельського 11 квітня 1875 року, в якому він пише: «Наші українські (руські) справи в Дрогобицькій гімназії, як звичайно, стоять дуже слабо. Окрім трьох бідних українців, не цікавиться ні один ученик ані літературними, ані політичними українськими справами. Будете цікаві дізнатися, котрі се три, — тому кажу Вам, що Матковський, певно, Вам відомий з восьмої класи, Зубрицький з п'ятої, а третій пише до Вас. Певно, що не гарне видані свідоцтво про наших українців, але що ж робити?».
Очевидно, не без Франкового впливу, навчаючись у гімназії, він звернув увагу на рукописний збірник з XVIII ст., який зустрівся йому в одній міщанській хаті. Цей факт згадує І. Франко, публікуючи в статті «Причинки до історії руської літератури XVIII віку» (1886) матеріали цього збірника. В цей час збирав в рідному Кіндратові та інших суміжних селах (Ясінці, Розборі) пісні, колядки, повір'я, записи яких передавав Омелянові Партацькому, Омелянові Огоновському та іншим тогочасним галицьким ученим.
Як згадував о. Михайло в автобіографії, батько утримував його тільки під час навчання у першому та другому класі (очевидно, гімназії). Далі - він сам дбав про своє утримання. За 9 років проживання у Дрогобичі мусив змінити 15 квартир. Жив дуже бідно, практично надголодь, бувало, що стара мачуха Александра Дурноти, зарібника, який зайшов до Дрогобича з Опаки, і у якого з перервами три роки Михайло Зубрицький винаймав житло, ділилася з ним жебрацьким хлібом, який їй жертвували біля церкви св. Трійці.  
Жилося йому важко. У четвертому класі гімназії ходив навіть на заробітки до бориславських нафтопромисловців.
«В 1 і 2-й [клясі] давав мені отець утримання, а відтак я мусів в більшій части сам на себе старатися. Учив других і тим заробляв».
"Дома все ще було не зле ґаздівство, але гроший неставало, а довести не так легко було, або і міркували собі, що я собі дам ради. Нераз аж на плач менї збирало ся, що дома все таки є що з'їсти, а я так тяжко голодую. Тогди режали дома лиш воли і коня волочити. До Дрогобича їхали делоки з лубйом, виїжджали коло полудня в недїлю, в понеділок були на торзї, а в віторок вертали домів. Нераз і не два ішов я бориславським трактом в понедїлок рано і виглядав, чи хто не їде з Кіндратова. А хоть хто і приїхав, та таки не привезли менї нї бульби, нї хлїба, нї каші. Брат і братова по трохи відказували, що нема кому дома робити і викладати на школи".   
Національні проблеми свого народу почав усвідомлювати разом із пізнанням творчості Т. Шевченка. До того якось не задумувався над реальним станом. «Довго не чув я нічого про рух русько-український, аж в 5 клясі купив від одного приятеля цілого Шевченка, львівського видання з 1867 р.» Згодом став читати також журнал «Правда», що виходив у Львові з 1867 р. і послідовно пропагував українську літературу, історію, народознавство.

#### Служба в армії
1877 р. насильно був відірваний від навчання в гімназії та призваний до служби в австрійській армії, попри свою короткозорість і "ще одну хибу". Не допомагало й прохання, щоб йому дозволили спочатку закінчити гімназію. Поки розглядали клопотання, М. Зубрицький переходить до сьомого класу.
Через якийсь час його таки викликають до військової частини в Самборі, а звідти відправляють разом з іншими рекрутами до Львова.
«Вночи зайшли ми з явірця до транспортового дому на площи Яблоновських,— згадує він в автобіографії.— Там я побачив уперше велику казарму, заставлену ліжками, затхлу, нечисту, аж мороз по мні пішов. Ледви упросив я доглядача, щоб пустив мене на місто. Товариш мій Ілия Котів з Дрогобича також був зі мною, але він перенісся до 7 кляси до Львова, то вже знав куди діватися. Пішли ми до Львова. Я стрітився з Іваном Франком, а той запровадив мене до своїх товаришів Івана Белея, Володимира Левицького, Дольницького і Леоніда Заклинського. Відтак дарував мені що лиш вийшовшу з друку «Дністрянку» і я, походивши по Львові, вернув до своєї в’язниці».
Служити в чужій армії не мав найменшого бажання, та комісія таки відправила його до війська. А там усе було для нього осоружним. «Мене приділили до 16-ї компанії і почали учити муштри. Мабуть ничого не було в житті більше ненависного, як та проклята муштра. Ходи, скачи, бігай, літай, а не знаєш пощо і нащо». Дещо полегшувало сірі жовнірські будні те, що у вільні години міг читати книжки, які привіз з Дрогобича.
Проходив службу в Самборі у 16 компанії (військовій роті). Дуже негативно відгукувався про безсмисленність військової служби, напівголодне існування та відсутність елементарних умов. 
Після смерті брата Якуба в зимі 1877 р. став єдиним годувальником старих батьків, через що його повинні були звільнити від військової повинності одразу. Однак чиновники навмисне затягували процес на майже рік і відпустили лише з умовою, що він не буде продовжувати навчання в Дрогобицькій гімназії, але працюватиме з батьками біля землі.
Узимку 1877 р. помер брат М. Зубрицького. Батько тоді звернувся до влади, щоб звільнили зі служби його наймолодшого сина. Але й це клопотання розглядали мало не цілий рік. Щойно в грудні 1877 р. його достроково демобілізували. Із Самбора, де відбував повинність, він виїхав залізницею до Дрогобича, а далі через Губичі, Борислав, Мразницю, Кропивник, Рибник, Кринтята, Головське пішки прийшов до Кіндратова.

#### Продовження навчання в Дрогобицькій гімназії
Сидів у батьківській курній хаті й думав, що робити далі. Залишатися на господарстві не міг, бо земля після смерті брата переходила в спадок до його 16-річного сина. Висновок один — далі вчитися. І він самотужки опрацьовує програму за сьомий клас гімназії. Допомагав також рідним у господарстві. Так минули зима, весна і літо, а восени 1878 р. він успішно складає вступні іспити і відвідує заняття у восьмому класі Дрогобицької гімназії. Від плати за навчання його, як і раніше, звільнили.
13 липня 1879 р. склав "іспит дозрілости мало що не з відзначаючим поступом" (майже із золотою медаллю за сучасними стандартами) під проводом інспектора А. Солтикевича. "З наук я найбільше любив історію, розумів її і радо учився; добре знав я також руську мову, в латині і греці держався середньо, а природничих науках яко-тако",— написав він в автобіографії.

#### Семінарія
Батько М. Зубрицького радив синові вступати до духовної семінарії. Сам же він «рішився іти на філософію». 
Нерадо слухав цього батько, але й вдіяти нічого не міг. М. Зубрицький їде до Львова, кошти на життя заробляє так званими лекціями, тобто додатковими приватними заняттями з учнями. Його знайомі докладно розповіли про умови навчання в університеті. Спочатку вчився на теологічному факультеті Львівського університету. Тут мав нагоду відвідувати й лекції з історії, мови, літератури тощо. Цією можливістю він скористався дуже розумно. Потрібні були кошти, і М. Зубрицький змінює під тиском обставин свій задум. Восени 1882 р. вступає до Перемишльської духовної семінарії.
Навчання в семінарії закінчив 1883 р.

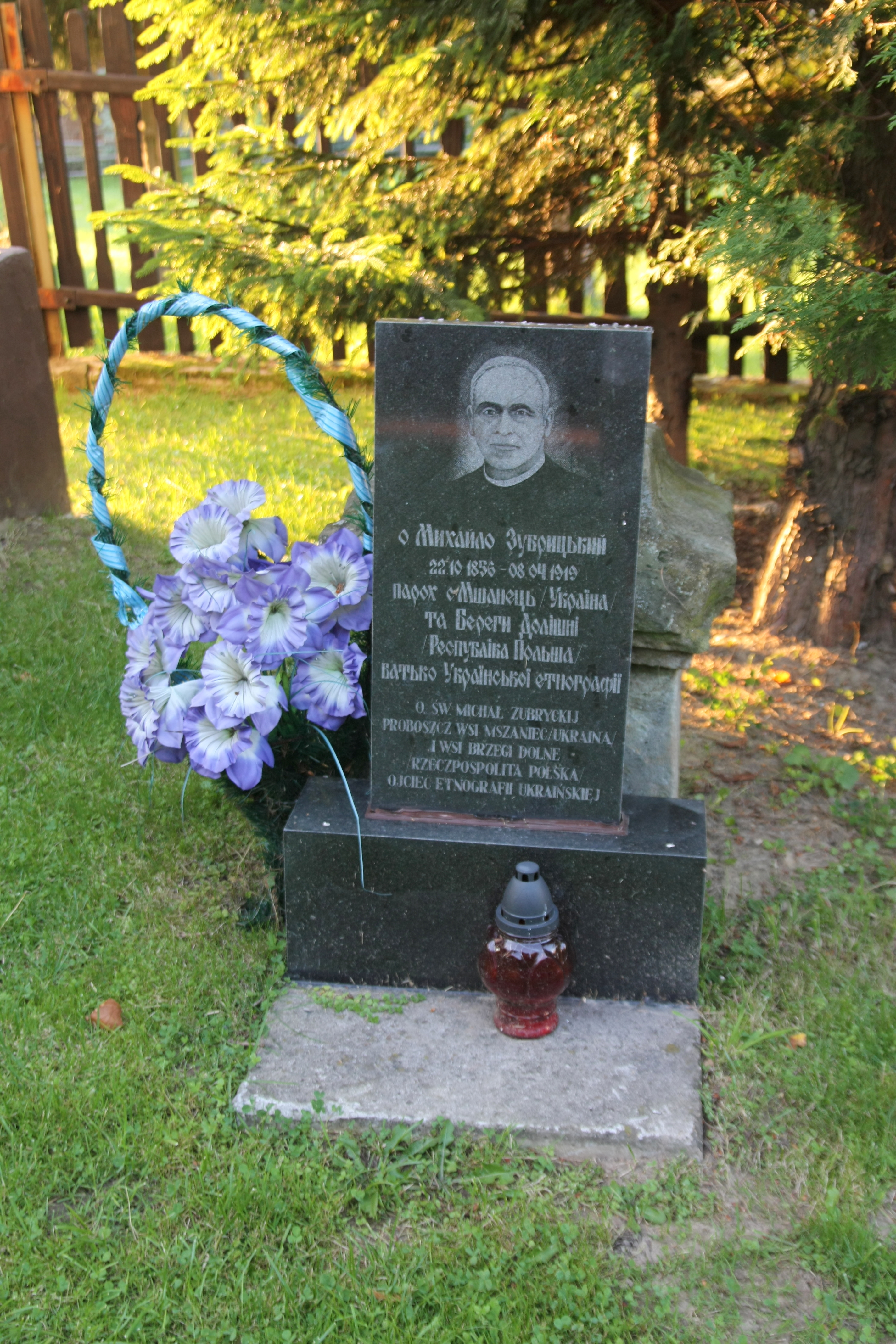
Могила Михайла Зубрицького в Берегах Долішніх

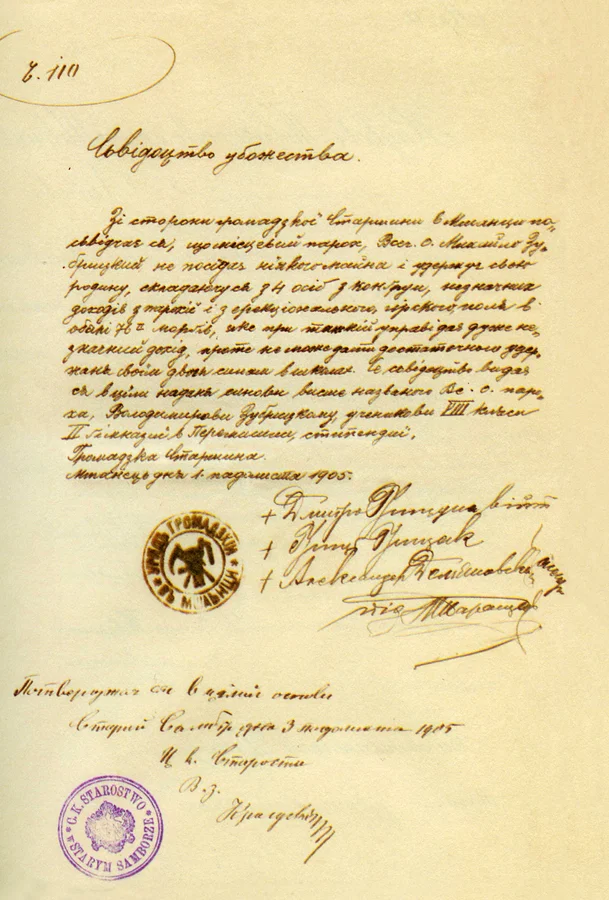
Свідоцтво убожества о. Михайла Зубрицького

### Сім'я
27 вересня 1883 року одружився з Ольгою Борисевич, яка перед тим здобула освіту в Перемишльській учительській семінарії й працювала в школі. У листопаді єпископ Іван Ступницький ординував його на священика. Направили М. Зубрицького в село Мшанець (тепер Самбірського району на Львівщині). 
Дружина — Ольга Борисевич - донька священика УГКЦ о. Івана Борисевича, пароха в Кривчи над Сяном і порохницького містодекана (помер у 1900 р.) та Софії Назаревич, онука мшанецького священика УГКЦ о. Антонія Назаревич (помер у 1893 р.) та Юлії Ліщинської, правнучка священника УГКЦ Петра Назаревича (помер у 1834 р.) та Марії Созанської. Працювала сільською вчителькою,
Померла у 1942 р.
Мали 4 дітей.

### Діяльність у с. Мшанець (1883—1914)
Перед приходом у с. Мшанець у 1883 році рік вчителював у дяківському інституті в Перемишлі.
17 листопада 1883 року отець Зубрицький став парохом у с. Мшанець (нині Самбірський район Львівської області), де служив упродовж 31 року до 25 квітня 1914 р.
Працював там від 17 листопада 1883 р. десь до 25 квітня 1914 р. Це був найплідніший період його життя. Тут він написав переважну частину своїх досліджень та публіцистичних виступів.
Там зацікавився науковою діяльністю і написав першу розвідку про невільництво в 13‐му столітті. Запізнався та одружився з Ольгою Борисевич, внучкою отця з села Мшанець, що біля Старого Самбора, і так згодом став священником в Мшанці. Від того часу майже все своє життя провів у Мшанці, що не завадило, а скоріше допомогло йому стати унікальним істориком місцевого життя.
Діяльність о. Михайла Зубрицького була спрямована проти асиміляційної політики іноземної влади щодо русинів.

#### Просвітницька та освітня діяльність («Читацька революція»)
Особливо активно о. Зубрицький працював на ниві просвіти місцевого населення. Завдяки йому в селі сталася «читацька революція»: отець навчив селян читати і привив їм цікавість до читання. Це привело до того, що жодне інше село у Галичині не дало такої кількості світської інтелігенції, як Мшанець.
За його безпосереньою участю були засновані і діяли читальні «Просвіти» у Мшанці (28 лютого 1892 р., нині тут знаходиться Краєзнавчний Музей), Грозьові (2 квітня 1893 р.), Михнівці (11 квітня 1893 р.), Лаврові (1894), Лімні (26 липня 1901 р.), Головецькому (1902), Лип'ю (1902).
Багато займався справами шкільної і професійної освіти, намагався постійно впливати на покращення рівня знань і особливо вивчення української мови, рішуче протестував проти влаштовування польських національних і релігійних свят, низької фахової підготовки педагогів та асиміляційної поведінки завойовників, домагався від держави збільшення коштів на утримання шкіл.
Критикував «напихання» голів українських дітей некорисними польськими «історіями про Кракуса, Ванду, Казимира і Естерну, про Варвару Радзивилівну і т. д. Але няй дадуть школу, звідки би розходилося правдиве світло, щоби розширився погляд селянина на природу, щоб набрав почуття своєї гідності і перед леда ким не гнувся… Добра школа навчить молодих людей глядати способу до життя в независимім труді і скоро щезне той ідеал добитися платничого аркушика а бодай стати яким невеликим наставником, писарем, дяком і т. д. А без доброї школи ми все останемо варварами».
Пропагував між батьками і педагогами дитячий журнал «Дзвінок», зауважував, що краще передплатити дітям цей часопис, ніж купувати якісь ляльки та інші витребеньки. Повідомляв про видання праць з історії України для масового читання. Навіть вибір імен для дітей не вважав другорядною справою, а складовою частиною усвідомленого ставлення до українського традиціоналізму і патріотизму.
Кваліфіковано досліджував становище українського духовенства в минулому, аналізував теперішній стан. Різноманітними способами старався формувати у колег-священиків почуття обов'язку і належного розуміння потреби їхньої повсякденної праці з людьми, виховання, особливо в дітей шкільного віку, не тільки усвідомлення національної спільності, але й особистої відповідальності за долю всіх українців. Залишив чимало вагомих дотичних наукових і публіцистичних праць, що засвідчують істотний вклад о. Зубрицького в перетворення Української Греко-Католицької Церкви в потужний бастіон Нації і борця за відновлення її соборності та незалежності.
Як згадував його син Петро, Повітова Шкільна Рада майже 10 років (1896—1905) навмисне не присилала до Мшанця вчителя «na złość Popowi».

#### Душпастирська діяльність

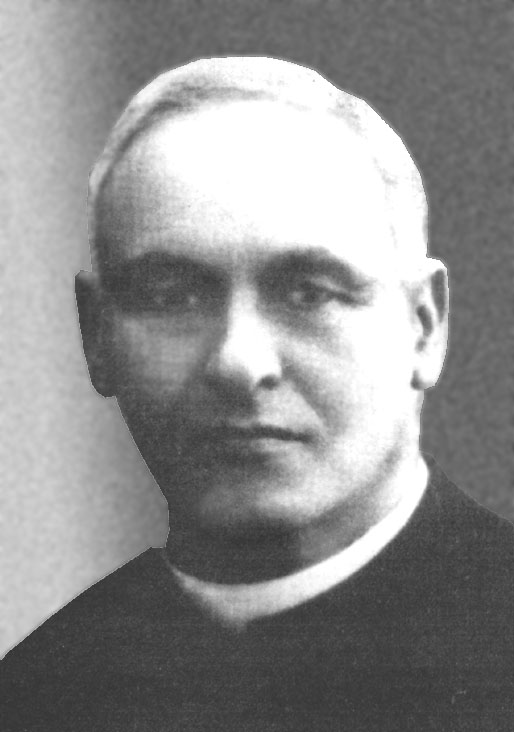
О. Михайло Зубрицький

У 1901 році про себе самого писав: "Я сьвященик і сповняю свої обовязки з внутрішного пересьвідчення".
Коли він прибув до села, стикнувся з тим, що в парафіян «християнські понятя змішали ся з поганськими і … послїдні перемагають».
«Коли я питав дїти про значенє поодиноких сьвят, то всяко повідали, пр. Благовіщенє обходиться на пам'ятку, що Господь Бог поблагословив землю».
Як згадував його син Петро: «Праці в парохії мав теж не мало, бо не належав до того типу парохів, що так годилися із своїми парохіянами: вони дарували йому проповідь, а він їм вечірню».
«Коли я прибув до Мшанця, лиш один дяк сьпівав в церкви, а всї мовчали. Зараз першої зими заповів я катехизацию, відчитував в церкви на голос щоденні молитви, а відтак учив катехізму і біблії. По вечерни сходила ся молодіж на попівство, сьпівала церковні пісни і учила ся по трохи читати при помочи рухомої азбуки. Тепер [1896 р.] в церкви вчасї відправи всї сьпівають, що вже є кроком на перед. Щоби молодіж борше понимала біблїю, спровадив я з Фрайбурґа в Швайцариї біблїйну історию в 40 образках і оповівши який уступ, те саме пояснив ще раз на образї».
Оскільки наука релігії була занедбана через антиукраїнську позицію Повітової Шкільної Ради, тому о. Михайло восени і взимку кожної неділі перед вечірнею збирав дітей шкільного віку на півторагодинну лекцію релігії.
Багато інформації про видимі результати душпастирської діяльності о. Зубрицького розкопав Олег Павлишин, проаналізувавши звіт деканської візитації о. Володимира Левицького від 20 жовтня 1904 р. У протоколі вказано, що регулярними були відправлення богослужінь, недільні проповіді та катехизації, відвідування священиком важкохворих тощо. До речі, отець регулярно відвідував своїх парафіян перед святом Богоявлення та Великодня («Воскресенія»).
«Низка запитань стосується поведінки парафіян: здійснення великодньої сповіді, утримання від робіт у неділі та свята, відбування нічної сторожі біля церкви. У протоколі йдеться, що тверезість серед селян на високому рівні…».
«… зафіксовано, що усі метричні книги та парафіяльні акти зберігаються замкнені у шафі. Є також перелік усіх актів. Візитатор зазначив, що метричні книги ведуться добре, записи здійснюються при свідках. Діє парафіяльна бібліотека.
Даючи оцінку стану парафіяльних будівель у Мшанці, візитатор відзначив, що будинок, у якому священик мешкав зі своєю сім'єю (плебанія), потребує ремонту („направи“). Натомість господарські будівлі перебувають у доброму стані». Відзначив декан і заходи пароха для початку будівництва нової церкви, добрий стан церковної атрибутики та високу обізнаність молоді в «науці катехитичній».
Візитаційний протокол закінчується неформальними зауваженнями декана: «Всечесніший о. Михайло Зубрицький свої обов'язки душпастирські совісно виповняє».

#### Захист української (руської) мови
Обстоював права української мови в шкільництві, суспільно-політичному і культурному житті. До кінця свого життя послідовно виступав проти випадків нехтування українською мовою чиновниками-шовіністами в урядових установах, працівниками поштового зв'язку. Активно протидіяв полонізації назв місцевостей. Домагався уже в кінці ХІХ ст. державного статусу для української мови, введення в усе громадське життя. Звертався до високоосвічених фахівців, намагаючись переконати їх якомога прискорити підготовку досконалого правопису. Висловлював при цьому своє бажання бачити його побудованим за фонетичним принципом.

#### Правозахисна та публіцистична діяльність
О. Зубрицький, на відміну від багатьох інших тогочасних священиків, щодня спілкувався із селянами не принагідно і поверхнево, але, як стверджував Іван Франко, «він відчуває потребу вникнути якнайглубше в душу народа», обстоює гідність своїх парафіян. Він краще за багатьох політиків та чиновників бачив результати австрійського окупаційного режиму, досконало знав безліч способів і форм прихвуваних і відвертих порушень тих не особливо широких прав, які обіцяв у своєму законодавстві цісарський уряд.
Отець систематично виступав у пресі та на різних зібраннях з критикою урядової політики в центрі та практики її проведення на місцях. Більше половини його друкованої спадщини присвячено викриттю реального стану, в якому знаходилися українці Карпат. Часто показував умови життя українців в інших регіонах, які бували і ще гіршими.
Його обурювала практика упривілейованого ставлення до окремих народів в імперії Габсбургів, визиск промислово розвиненими частинами Австрії галицького селянства, обмеження національно-освідомлюючої праці українців, дискримінація вчителів-автохтонів, хижацьке вирубування лісів, вседозволеність землевласників і чиновників, податкові махінації, невідповідність національного складу населення і його представництва в повітових радах, поліційне стеження за інтелігенцією, незаконні здирства, важка рекрутчина, наявність вимушеного жебрацтва тощо.

#### Економічне піднесення
В своїх численних публіцистичних працях дуже часто порушував питання економічної і політичної дискримінації русинів. Послідовно переконував інтелігенцію, що вона повинна працювати з народом, нести людям «світло правди і науки в свійській руській одежі».
Підтримував галицьке товариство «Сільський господар», засноване у 1899 р., захищав його членів від різних нападків, дискримінації. Пропагував кооперативний рух, особливо заснування сільських спілкових крамниць, що істотно зменшувало економічний визиск селянства корчмарями, спекулянтами і лихварями.
4 квітня 1892 р. заснував у Мшанці при читальні «Просвіти» «Спілкову крамницю» (Руську крамницю), власниками якої були спершу 10, згодом 16 місцевих селян. У таких крамницях хлібороби могли придбати найнеобхідніше за нормальну ціну. Цьому питанню присвятив ряд повідомлень у пресі.
Принесену завойовниками і насильно нав'язану українському селянству панщину він розумів як один із різновидів колоніяльного гноблення.

#### Наукова діяльність
Багатогранний комплекс питань охопив своїми історико-археологічними працями «Село Кіндратів (Турецького пов.)» та «Село Мшанець Старосамбірського повіта». Фактично вони є своєрідними збірниками документальних джерел про ці бойківські села. Такі матеріали він часто вкраплював до своїх газетних кореспонденцій, що стосувалися злободенних справ.
Певним узагальненням національно-державницьких поглядів о. Михайла є його публіцистична праця «Не пора, не пора Москалеви й Ляхови служить» («Свобода», 1912). Він не просто запозичив у І.Франка назву, але й виявив цілковиту згоду з його політичними ідеями, висловленими в поетичних творах «Не пора» та «Наймит». У відвертій і гострій публіцистичній формі показує, що діялося під час панування Польща та Росії в Україні (зокрема саме він стверджував про те, що при заснуванні Петербургу загинуло 20 тис. українських козаків).
Матеріал про загарбання Польщею Галичини та інших регіонів України був настільки правдивим і гострим, що його цензура конфіскувала і не дозволила друкувати.
Принципово і цілком з позицій українських національних інтересів трактується встановлення австрійської влади в Галичині, її політика щодо автохтонного населення, використання польської соціальної верхівки та інших шовіністичних груп для збереження і зміцнення панування завойовників.
Його політично-публіцистичні виступи в пресі багатосторонньо відтворюють правдиву картину життя і боротьби окупованого українського народу.
Унікальною пам'яткою, присвяченою утворенню та першим крокам владних структур ЗУНР в Ліську, Перемишлі, Устриках та їх околицях, стала його хроніка подій, що охоплює невеликий період від 6 листопада до 21 грудня 1918 р.
І. Франко називав о. Михайла Зубрицького «видатним українським істориком і етнографом», «добрим знавцем західної гірської Бойківщини», «заслуженим дослідником селянського життя», завжди з похвалою висловлювався про його праці, цінуючи їх за багату фактографічність, документалізм і дослідницьку сумлінність.
І.Франко використовував у своїй науковій та літературній праці етнографічні і фольклорні матеріали, зібрані о. М. Зубрицьким, які неодмінно відзначав у передмовах, примітках чи посиланнях своїх праць. Наприклад, у передмові до першого тому «Галицько-руських народних приповідок» (1905) зазначає, що від М.Зубрицького він одержав «кілька гарних збірок із Мшанця Старосамбірського повіту та деяких інших сіл; записи цінні особливо тим, що майже при кождім номері подано пояснення, зачерпнене чи то з уст народу, чи то з обставин, серед яких приказка була вжита даною людиною».
На матеріали, одержані від М.Зубрицького, вказує І.Франко і в передмові до своєї капітальної праці «Апокрифи і легенди з українських рукописів» (1896). У незакінченій розвідці про культ святого Спаса в Україні і пов'язані з ним народні звичаї та обряди («Празник святого Спаса. Причинок до історії староруського письменства і культури» — 1911) І.Франко звертається до зафіксованих М.Зубрицьким у Мшанці відомостей про те, що на Спаса «рвуть біб на полі і в стручку варять та їдять» і побутує вірування, що «до Спаса не годиться булі печи».
Народні оповідання, записані у Мшанці, послужили І.Франкові основним матеріалом для написання надзвичайно цікавої студійки про народну белетристику — зразки фольклорної прози, простонародного красномовства «Bel parlar gentile» («Вишукане красномовство» — 1906).
Також підтримував гарні взаємини з етнографом і літературознавцем Володимиром Гнатюком.
20 липня 1904 р. став дійсним членом НТШ.
Навесні 1913 року Михайло Зубрицький купив на Бойківщині 78 речей — знаряддя для переробки льону, конопель і ткання полотна, і передав Музею НТШ у Львові («Хроніка НТШ» ч. 55).
Книгарня Наукового Товариства ім. Шевченка у Львові на сторінках Записок НТШ рекламувала книги, які мала на своєму складі, зокрема, в 1912 р. вони продавали 5 книг о. Зубрицького:
- Село Мшанець, Старосамб. пов. — 3 корони;
- Велика родина в Мшанцї, Старосамб. пов. — 0.10 кор.;
- Пачкарство бакуну в горах у Галичинї в XIX ст. — 0.60 кор.;
- Причинки до історії рекруччини в Галичинї — 0.20 кор.;
- Тїсні роки. Причинки до історії Галичини 1846—1861 рр. — 0.20 кор.

#### Політична діяльність
Уміло використовував приклади національно-визвольних рухів в інших країнах для політичного освідомлення своїх близьких і далеких співвітчизників. Влучно висміював абсурдність «доказів» польських анексіоністів про їхнє «право» на панування на українських землях.
Брав активну участь у політичних процесах в бойківських повітах, використовував різні можливості свого часу для залучення інтелігенції і хліборобів до організованої політичної боротьби. Неодноразово брав участь у виборах. Кандидував до місцевих повітових рад і Галицького сейму. Залишив багато (в основному анонімних) публіцистичних праць про хід виборчого процесу.
Протягом усього життя рішуче, послідовно і невтомно вів боротьбу проти москвофільства, доводячи абсурдність їхніх політичних постулатів і практичних дій: «Розвій руського народу, єго піднесенє не прийде ані від півночи, ані від заходу, але довершиться власними силами русинів».
Уважно придивлявся до роботи Радикальної партії, але її орієнтація на марксизм була для нього неприйнятною. Категорично осуджував ренегатство москвофілів. Себе із повною впевненістю вважав народовцем, а в березні 1901 р. відкрито заявляв, що він і його однодумці є націоналами.
Докладав усіх зусиль, щоб вічевий рух розгортався у Західній Бойківщині, не зважаючи на протидію проавстрійської та польської бюрократії, які не видавали дозволів на проведення віч, або ж вишукували найменші казуїстичні зачіпки для їх заборони.
Цікавий і показовий випадок стався після виборів 17 грудня 1900 р. До того часу жителі Білич біля Старого Самбора, йдучи на ярмарок до Лютовиська (продавали сукно з овечої вовни, цибулі, закуповували вівці і перепродували), зупинялися на ніч у Мшанці.
Місцеві ґазди давали їм вечеряти, стелили постіль, зранку готували сніданок.
Коли ж 17 грудня 1900 р. виборці з Білич проголосували за Ґіжовського (очевидно, конкурента о. Зубрицького), продаючи свій голос по 1-4 корони, то з того часу мшанчани не приймали на ніч жодного жителя з Білич і виразно їм сказали чому: через хрунівство їх виборців (загального голосування на той час не було, тому більшість селян не були виборцями).

#### Антипияцька кампанія
Всіма способами боровся за тверезість, розкривав шкідливість пияцтва й алкоголізму, популяризував організовану протидію пропінаторам.
Першою справою о. Зубрицький заборонив, як не дивно, церковний вертеп. Переписавши перед тим усі колядки. Причина полягала у п'янках вертепників. Другим кроком заборонив кликати на хрестини 15-20 кумів. Тільки двоє-четверо. Наступний крок - заборонив частувати породіль горілкою і т.д.
Окрім заборон, священик активно працював над тим, щоб створити для людей альтернативу. Відкрив у Мшанці у 1892 році найпершу «Просвіту» в цьому краї, про що детальніше див. у пп. "Просвітницька діяльність" та "Душпастирська діяльність".
У 1894 р. Зубрицький константував, що люди перестали продавати поля (і навпаки, хто мав кошти — старався докупити), перестали ходити по коляді і гоститися як раніше, брали лише 2-4 кумів (а раніше вели до церкви й двадцять і, очевидно, всіх гостили горілкою), при обідах, весіллях і похоронах і половини не випивають стільки горілки, як давніше.

#### Антилихварська кампанія
Він протистояв поширенню в селах лихварства.
Найдієвішим стало заснування «за складові гроші» крамниці при читальні «Просвіти». На відміну від євреїв, які торгували нелегально і не сплачували податків, всі товари у крамниці були ліцензованими (тоді це називали «отримати трафіку» на продаж певних видів товарів). Це було дуже складно через бюрократичні перешкоди.

### Арешт та заслання (1914—1916)
Напередодні першої світової війни невтомний дослідник Бойківщини вирішив перейти на нове місце роботи. Десь 25 чи 26 квітня 1914 р. він уже був у Берегах Долішніх біля Устриків (тепер у Польщі).
За симпатії до українського народу і працю над піднесенням його національної свідомості зазнавав цькування окупаційної влади та її польських прислужників.
Заарештований 7 вересня 1914 австрійською поліцією за звинуваченням в москвофільських поглядах, відбував заслання у Талергофі та Словенії (1914—1916).
Тільки щасливий випадок допоміг йому уникнути сумної долі засланців у цьому таборі. 14 вересня того ж року його відправляють до Крайни, власне, на заслання.
Живучи між словенцями, він жваво цікавився їхньою мовою, літературою, вивчав історію та етнографію. Серед діячів словенської культури, з якими активно співпрацював тоді М. Зубрицький, чи не найвідоміший у нас Леопольд Ленард (1879—1962) —публіцист, критик, літературознавець, перекладач творів О. Кобилянської, В. Стефаника, І. Франка. Дуже важливі свідчення, вміщені в щоденнику М. Зубрицького зі Словенії, про погляди Л. Ленарда. Увагу українського дослідника привертала творчість і таких діячів словенської культури, як Йосип Абрам, Валентин Водник, Фран-Ксавер Мешко, Фран Фінжгар, Йосип Юрчич та інші.
У вченого виникає задум підготувати обширну працю про словенців. Воєнне лихоліття, а потім і хвороба не дали змоги здійснити цей намір. Далеко не все з особистого архіву М. Зубрицького збереглося. Частину паперів знищено під час арештів. Отже, могли зникнути й матеріали про словенців, як це сталося з його працею про ткацтво на Бойківщині.

### Діяльність у с. Береги Долішні (1916—1919)
Син вченого Володимир Зубрицький твердив, що батько повернувся зі Словенії восени 1916 р. Жив у Берегах Долішніх, де зустрів події, пов'язані з утворенням у листопаді 1918 ЗУНР. Удруге заарештований польською поліцією 25 листопада 1918, захворів.
Достовірно відомо, що священик Михайло Зубрицький, котрий у 1914 році прийняв парафію Береги Долішні (з дочірною церквою с. Лодини), організував допомогу українським військовим з'єднанням значним числом своїх парафіян. Він також радо зустрів утворення ЗУНР і щиро вітав злуку ЗУНР і УНР, активно включився у роботу по зміцненню молодої української держави.  
Аркуш неопублікованих щоденникових нотаток за 1918 p., що зберігся між “автографами вченого, день за днем лаконічно інформує про перебіг подій у цій частині споконвічних українських земель «Дня 6.11.1918 р. відбулися в Ліську збори відпоручників громад, там установили пов [ітовим] комісаром о. Василя Мисика, пароха Ванькови; коло ратуша промовляли бесідники і вибрали депутацію до староства і суду, щоби відобрати від них приречення, що будуть на будуче урядувати в імені Української Народної Ради у Львові».
Жваво цікавився M. Зубрицький також подіями в сусідніх повітах, сприяв утвердженню в них влади свого народу, фіксував відомості про ці процеси в щоденнику. «10.11.1918 р. відправили священики торжественну Службу Божу в церкві в Устріках, проповідав о. Петро Чавс з Чорної і війти зложили приречення перед п. Свистуном, судією, якого установлено комісаром на Устріцький повіт».
Відразу після приходу польських окупаційних військ, тобто 25 листопада 1918 p., вченого було заарештовано. Кілька днів протримали його разом з іншими в неопалюваних вагонах у Старяві, Хирові, Перемишлі, а там уже легіонери передали арештованих польській жандармерії. Після допитів, З0 листопада 1918 p., їх відпустили. Додому між рідних після звільнення зміг добитися аж на п’ятий день.
Невдача із спробою відновити українську державність в Галичині, заміна австрійської окупаційної влади ще важчою польською різко погіршили стан здоров’я М. Зубрицького.
Син Володимир оповідав:
«Батько хворий приїхав з мамою до Устрік на станцію. Там був якийсь лікар з Перемишля. Оглянув разом із устріцьким лікарем тата і сказали мамі, щоб верталася додому, бо батько до Перемишля не доїде. Така ситуація вже була: казали, що й поїзда скоро не буде. Сіли на фіру й верталися додому.
На нещастя, коли вертали, все-таки поїзд над’їхав (а говорили, що не буде) до Перемишля. Батька це дуже схвилювало. Він ліг і під вечір помер». Помер 8 квітня 1919 року в Берегах Долішніх, похований на місцевому кладовищі біля церкви (нині костьол). 
Могила видатного українського вченого, громадського діяча, дійсного члена Наукового Товариства ім. Т. Шевченка пароха Михайла Зубрицького (1856—1919) нині у занедбаному напівзруйнованому стані на території Польщі. Сьогодні культурна громадськість Львівщини створює фонд на спорудження у Берегах Долішніх надгробка, проект якого виготовив відомий скульптор, народний художник України професор Еммануїл Мисько родом із Устрік Долішніх.

## Цікаві факти про о. Зубрицького
1. Засновник «усної історії» і (частково) «мікроісторії» як течій історичної науки.
2. Перший у світі вибрав об'єктом наукового зацікавлення життя і побут бойківських селян.
3. Завдяки його працям Мшанець став найдослідженішим селом у всій Центрально-Східній Європі.
4. Першим дослідив, коли вперше написано топонім «Україна» — у 1187 році в Київському Літописі.
5. Заснував у 1892 році спілкову (тобто, кооперативну) «Руську крамницю».
6. На 1897 рік міг похвалитися тим, що у Мшанці на політичні віча збиралися 500 учасників з ближніх сіл.
7. Завдяки йому громада Мшанця першою в Старосамбірському повіті прийняла українську як мову спілкування з владою повіту.
8. Мав чималу господарку: 3 коні, пару волів і до 10 корів.
9. Єдиний сільський священик, який був дійсним членом НТШ.
10. Виступав за легалізацію зброї для селян наприкінці XIX ст. (точніше, за надання їм права відстрілювати диких тварин, що завдавали шкоди їхнім полям і городам).
11. Ні разу не був битим своїм батьком.
12. У 2021 році в селі Мшанець в пам'ять про нього був проведений фестиваль «В гості до Бойків та о. Михайла Зубрицького», який розпочався з Архиєрейської Святої Літургії у місцевій церкві та посвяти наріжного каменю під майбутній пам'ятник о. Михайлу.[55][56][57][58][59][60]

## Спадщина
О. Михайло Зубрицький протягом життя вивчав історію та фольклор свого краю. Його творча спадщина налічує понад 360 праць, в яких вчений досліджує життя та побут селян Бойківщини у XVIII—XIX століттях. Серед них 220 газетних дописів, що сьогодні є неоцінимим джерелом для дослідників минулого.
Його цікавило все — господарські справи мешканців навколишніх сіл, складна соціальна структура, що різнилася від села до села, земельна власність — отець зібрав  220 документів, найстаріші з яких сягають XVII століття.
Писав він і про поточні події, як то епідемію холери, чи розповсюдження тютюну. Надзвичайно цінував він усну та матеріальну культуру селян: збирав народні пісні, залишив чудові рисунки будов, одягу.
Також займався історією духовенства та збирав апокрифи XVII—XVIII століть.
Отець Зубрицький був членом НТШ, і вступав у творчу полеміку з Франком щодо мети та напрямку роботи Товариства.
Завдяки йому  була організована до Мшанця етнографічна експедиція НТШ, де було записано безліч матеріалів та зроблено коло 400 знимок.
Отець Зубрицький також докладав немало зусиль, щоб зберегти та показати світові шедеври народного мистецтва. Так, експонати з Мшанця є в музеях Базеля і Відня, а у Львівському Національному Музеї зберігається картина «Страшного Суду» з Мшанецької церкви, що датується кінцем XV— початком XVI століття.
М. Зубрицький також збирав українські народні пісні, оповідання, легенди, приказки, прислів'я.
Він автор розвідок з етнографії, фольклору, історії:
- Народний календар (1900).
- Село Мшанець Старосамбірського повіту. Матеріали до історії галицького села. Вступна розвідка і акти ч. І—LIII (з пляном) [Архівовано 25 січня 2022 у Wayback Machine.] // Записки НТШ, Том 70. 1906. — С. 114—167.
- Село Мшанець Старосамбірського повіту [Архівовано 2 вересня 2021 у Wayback Machine.]" (друга частина) // Записки НТШ, Том 74. 1906. — С. 93—128.[61].
- Про весілля у наших емігрантів в Америці (1913).
- Велика родина в Мшанци Старосамбірського пов. [Архівовано 2 вересня 2021 у Wayback Machine.] // Записки НТШ, Том 73. 1906. — С. 119—124.
- Матеріали до культурної історії Галицької Руси XVIII і XIX віку, зібрані Мих. Зубрицьким, Юр. Кмітом, Ів. Кобилецьким, Ів. Е. Левицьким і І. Франком (Львів, 1902).

Активний захисник національно-культурних прав українців Закарпатської України, вміщував статті в «Ділі», «Батьківщині», «Зорі», «Записках Наукового товариства імені Шевченка»..
Понад тридцятирічна праця священика і вченого у Мшанці дуже сильно позначилася на піднесенні національної свідомості мешканців цього села. Парафіяни-вихованці Михайла Зубрицького, їхні діти і онуки майже всім селом поділяли ідеї УВО і ОУН у 1920—1930-х роках. Тут діяв один із найвпливовіших осередків Організації Степана Бандери у 1940—1950-х роках. Коли ж виникла УПА, Мшанець післав до її лав своїх найкращих людей. Не менше 60 з них загинули в боротьбі проти польських, німецьких та російських окупантів у 1940—1960-х роках.
Проф. Канадійського Університету Альберти Франк Сисин видав збірку творів о. Михайла Зубрицького у 3-х томах: "Михайло Зубрицький. ЗІБРАНІ ТВОРИ І МАТЕРІАЛИ".

## Наукові праці про о. Михайла Зубрицького
- Наталя Кляшторна. Місія отця Зубрицького. Локальна Історія. 11 лютого 2022[66]
- Марія Оринчак. У мініатюрі робив те, що Шептицький запроваджував у всій Церкві: ким був отець Михайло Зубрицький. Львівська мануфактура новин. 2022-11-04[67].
- Роман КИРЧІВ. Зв'язки Михайла Зубрицького з Іваном Франком і Володимиром Гнатюком [Архівовано 2 вересня 2021 у Wayback Machine.]. 3-4'2008 Народознавчі Зошити. С. 373—377.
- Ганна ГОРИНЬ. Наукова праця Михайла Зубрицького у вимірах часу [Архівовано 2 вересня 2021 у Wayback Machine.]. 3-4'2008 Народознавчі Зошити. С. 378—381.
- Ярослав ТАРАС. Михайло Зубрицький в історії храму села Мшанець [Архівовано 2 вересня 2021 у Wayback Machine.]. 3-4'2008 Народознавчі Зошити. С. 382—391.
- Стефанія ГВОЗДЕВИЧ. Михайло Зубрицький — дослідник сім'ї та сімейної обрядовості бойків. 3-4'2008 Народознавчі Зошити. С. 392—396.
- Ганна СОКІЛ. Із доробку Михайла Зубрицького-фольклориста [Архівовано 7 березня 2021 у Wayback Machine.]. 3-4'2008 Народознавчі Зошити. С. 397—402.
- Віра ЛИСАК. Використання «Народного Календаря» М.Зубрицького в сучасній школі [Архівовано 7 березня 2021 у Wayback Machine.]. 3-4'2008 Народознавчі Зошити. С. 402—403.
- Петро ЗБОРОВСЬКИЙ. Турківщина в житті і наукових працях Михайла Зубрицького [Архівовано 2 вересня 2021 у Wayback Machine.]. 3-4'2008 Народознавчі Зошити. С. 404—408.
- Роман РАДОВИЧ. Звичаї та обряди, пов'язані із спорудженням житла на заході Галицької Бойківщини (за матеріалами Турківського та Старосамбірського р-нів) [Архівовано 2 вересня 2021 у Wayback Machine.]. 3-4'2008 Народознавчі Зошити. С. 253—271.
- Григорій ДЕМ'ЯН. Національно-державницьке спрямування діяльності Михайла Зубрицького (Тематико-бібліографічний огляд публікацій) [Архівовано 7 березня 2021 у Wayback Machine.]. 3-4'2008 Народознавчі Зошити. С. 358—372.